# 林兆恒
林兆恒（英語：Lam Siu-hang，1996年12月12日—）是香港男子乒乓球運動員，參加2020年東京奧運男子單打項目。

## 國際賽經歷
- 2019年亞洲乒乓球錦標賽以2：3敗給中國選手梁靖崑/林高遠最終獲得銅牌。
- 2020年東京奧運林兆恆參加男子單打項目，於首輪以4:3擊敗波多黎各選手阿法納多爾，接著於第二輪以4:3擊敗印度選手吉納納賽卡蘭，在第三輪以1:4敗給日本選手張本智和最終止步32強[2]。

## 外部連結
- ITTF官網-林兆恆選手資料 （页面存档备份，存于）